# Pokhari Narayansthan
Pokhari Narayansthan (nep. पोखरी नारायणस्थान) – gaun wikas samiti w środkowej części Nepalu w strefie Bagmati w dystrykcie Kavrepalanchok. Według nepalskiego spisu powszechnego z 2001 roku liczył on 652 gospodarstw domowych i 3815 mieszkańców (1965 kobiet i 1850 mężczyzn).